# Diócesis de Simdega
La diócesis de Simdega (en latín: Dioecesis Simdegaënsis y en inglés: Roman Catholic Diocese of Simdega) es una circunscripción eclesiástica de la Iglesia católica en India. Se trata de una diócesis latina, sufragánea de la arquidiócesis de Ranchi. Desde el 11 de febrero de 2008 su obispo es Vincent Barwa.

## Territorio y organización
La diócesis tiene 3761 km² y extiende su jurisdicción sobre los fieles católicos de rito latino residentes en el distrito de Simdega en el estado de Jharkhand.
La sede de la diócesis se encuentra en la ciudad de Simdega, en donde se halla la Catedral de Santa Ana. 
En 2020 en la diócesis existían 10 parroquias.

## Historia
La diócesis fue erigida el 28 de mayo de 1993 con la bula Pro Nostro supremi del papa Juan Pablo II, obteniendo el territorio de la arquidiócesis de Ranchi.

## Estadísticas
Según el Anuario Pontificio 2021 la diócesis tenía a fines de 2020 un total de 210 740 fieles bautizados.
| Año                                                                             | Población            | Población | Población      | Sacerdotes | Sacerdotes    | Sacerdotes    | Bautizados por sacerdote | Diáconos permanentes | Religiosos | Religiosos | Parroquias |
| Año                                                                             | Bautizados católicos | Total     | % de católicos | Total      | Clero secular | Clero regular | Bautizados por sacerdote | Diáconos permanentes | Varones    | Mujeres    | Parroquias |
| ------------------------------------------------------------------------------- | -------------------- | --------- | -------------- | ---------- | ------------- | ------------- | ------------------------ | -------------------- | ---------- | ---------- | ---------- |
| 1999                                                                            | 159 474              | 446 421   | 35.7           | 90         | 73            | 17            | 1771                     |                      | 32         | 145        | 26         |
| 2000                                                                            | 158 063              | 446 421   | 35.4           | 98         | 76            | 22            | 1612                     |                      | 38         | 155        | 28         |
| 2001                                                                            | 158 950              | 446 421   | 35.6           | 101        | 77            | 24            | 1573                     |                      | 34         | 161        | 27         |
| 2002                                                                            | 149 159              | 511 919   | 29.1           | 105        | 81            | 24            | 1420                     |                      | 34         | 161        | 27         |
| 2003                                                                            | 163 703              | 511 919   | 32.0           | 97         | 79            | 18            | 1687                     |                      | 34         | 151        | 27         |
| 2004                                                                            | 164 139              | 511 919   | 32.1           | 97         | 81            | 16            | 1692                     |                      | 34         | 153        | 27         |
| 2010                                                                            | 173 225              | 548 000   | 31.6           | 107        | 86            | 21            | 1618                     |                      | 65         | 190        | 30         |
| 2014                                                                            | 186 534              | 615 569   | 30.3           | 115        | 89            | 26            | 1622                     |                      | 85         | 237        | 33         |
| 2017                                                                            | 197 630              | 648 515   | 30.5           | 130        | 95            | 35            | 1520                     |                      | 101        | 257        | 37         |
| 2020                                                                            | 210 740              | 691 480   | 30.5           | 112        | 112           |               | 1881                     |                      | 65         | 214        | 10         |
| Fuente: Catholic-Hierarchy, que a su vez toma los datos del Anuario Pontificio. |                      |           |                |            |               |               |                          |                      |            |            |            |

## Episcopologio
- Joseph Minj † (28 de mayo de 1993-11 de febrero de 2008 retirado)
- Vincent Barwa, desde el 11 de febrero de 2008